# مسلمون ضد الحروب الصليبية
مسلمون ضد الحروب الصليبية (اختصار MAC) هي جماعة إسلامية راديكالية محظورة في المملكة المتحدة. تأسست المجموعة في عام 2010 من قبل أبو أسعد الله. الملاكم المحترف أنتوني سمول وكذلك المتحدث باسم أسلام\فور يوكي أنجم شوداري مرتبطان بالمجموعة.
يؤكد المسلمون ضد الحروب الصليبية أن المسلمين ليسوا «ملزمين بطاعة قانون الأرض في أي بلد يقيمون فيه». في عام 2011، اقترحت المجموعة على المسلمين إنشاء إمارات مستقلة في مدن مختارة في المملكة المتحدة، تعمل بموجب الشريعة (القانون الإسلامي) خارج القانون البريطاني تمامًا. اقترحت المجموعة مدن برادفورد وديوسبري وتاور هامليتس في الطرف الشرقي من لندن كأول عينة اختبار محتملة لهذه الكيانات.  كثيرا ما اشتبكت المجموعة مع رابطة الدفاع الإنجليزية. حظرت وزيرة الداخلية تيريزا ماي المجموعة من منتصف ليل 11 نوفمبر 2011، مما جعل العضوية أو دعم المجموعة جريمة جنائية.
وقد ندد المجلس الإسلامي البريطاني بهذه الجماعة، كما وصفت شركة المطوع والقاضي بأنها «مجموعة متطرفة صغيرة ومُخيبة تمامًا». ينشط العديد من نشطاء لجنة الهدنة العسكرية السابقين حاليًا في الجماعات الإسلامية المعروفة باسم «ملة إبراهيم» و «حركة التوحيد».

## المسيرات
شركة المطوع والقاضي مسؤولة عن عدد من الحوادث بما في ذلك الاحتجاجات خارج قاعة ألبرت الملكية وفي كنسينغتون في 11 نوفمبر 2010، عندما حرق اثنين من الخشخاش البلاستيكي الكبير خلال صمت يوم الذكرى.
عطل احتفال يوم الذكرى 2010 في لندن من قبل أعضاء المنظمة، الذين كانوا يحتجون على تحركات الجيش البريطاني في أفغانستان والعراق. وأحرقوا حشائش كبيرة ورددوا هتافات «الجنود البريطانيون يحترقون في الجحيم» خلال دقيقتين من الصمت. قبض على اثنين من الرجال واتهامهم بالتهديد. أدين أحدهم وغرم 50 جنيهًا إسترلينيًا  خططت نفس المجموعة لتنظيم احتجاج آخر في عام 2011 باسم Hell for Heroes، معلنة أن الجنود الذين يقاتلون في العراق وأفغانستان يستحقون الذهاب إلى الجحيم. حظرت المجموعة من قبل وزير الداخلية في اليوم السابق للاحتجاج المخطط له. خلال عامي 2010 و 2011 كانت هناك احتجاجات مختلفة ضد سجن المسلمين، مع دعوات للإفراج عنهم. ويدعو إلى انسحاب القوات غير الإسلامية من الدول الإسلامية. كان هناك احتجاج ضد القس تيري جونز عندما أحرق القرآن (كتاب الإسلام المقدس) في فلوريدا، الولايات المتحدة في 20 مارس 2011.
تقدموا بطلب إلى الشرطة لتنظيم مظاهرة في لندن لتعطيل حفل الزفاف الملكي للأمير وليام وكاثرين ميدلتون في 29 أبريل 2011، لكن هذا لم يُسمح به.
في 2 مايو 2011، قُتل أسامة بن لادن، الذي قاد تنظيم القاعدة الإسلامي المسؤول عن الهجمات العنيفة على الولايات المتحدة في 11 سبتمبر 2001، في باكستان على يد القوات الأمريكية. في 7 مايو، نظم المئات من مسلمي المملكة المتحدة وأعضاء لجنة الهدنة العسكرية مسيرة وصلاة الجنازة (صلاة الجنازة) له خارج السفارة الأمريكية في لندن. عندما حاول المتظاهرون اقتحام السفارة، اندلعت اشتباكات مع الشرطة.
في 30 يوليو، سار حوالي 50 من أعضاء لجنة الهدنة العسكرية ومسلمي الغابة والثام لمدة ساعتين من محطة مترو أنفاق ليتون إلى ساحة مدينة والثامستو، مطالبين باستبدال الديمقراطية بقانون الشريعة الإسلامية ورددوا شعارات مثل "الديمقراطية - النفاق" و "الشريعة للمملكة المتحدة" "و" العلمانية تذهب إلى الجحيم ". في أغسطس، نظم أعضاء من المسلمين ضد الحملات الصليبية مظاهرة تندد الشيعة والأنظمة الشيعة "المعادية للإسلام" في سوريا وإيران. للاحتفال بالذكرى السنوية العاشرة لهجمات 11 سبتمبر، احتج حوالي 100 رجل مرتبطين بالجماعة خارج السفارة الأمريكية في لندن، وأحرقوا الأعلام الأمريكية وهتفوا عبر مكبرات الصوت. وسمع المشيعون الاحتجاج في حديقة 11 سبتمبر التذكارية القريبة، ووقفوا دقيقة صمت حدادا على أول طائرة تضرب مركز التجارة العالمي في مدينة نيويورك.
في 10 نوفمبر 2011، حظرت وزيرة الداخلية البريطانية تيريزا ماي المجموعة بعد أن خططت لتكرار مظاهرة حرق الخشخاش. أصبحت عضوية المسلمين ضد الحروب الصليبية غير قانونية في منتصف الليل.
في 2 ديسمبر 2011، ألقي القبض على عشرين شخصًا للاشتباه في كونهم أعضاء في مجموعة محظورة، واثنين بتهمة العرقلة والاضطراب العنيف في مظاهرة خارج السفارة الأمريكية في لندن؛ لم تؤكد الشرطة بلاغًا بأن المتظاهرين كانوا أعضاء في شركة المطوع والقاضي.

## التأثير الثقافي
على هل لديّ أخبار من أجلك، نوقشت المجموعة، حيث قال إيان هيسلوب «ألم يتأخر هؤلاء بمئات السنين، هؤلاء المسلمون ضد الحروب الصليبية؟»

## روابط خارجية
- الموقع الرسمي (مؤرشف)